# Sidamon
Sidamon – gmina w Hiszpanii, w prowincji Lleida, w Katalonii, o powierzchni 8,16 km². W 2011 roku gmina liczyła 736 mieszkańców.